# Pterolophia subaffinis
Pterolophia subaffinis là một loài bọ cánh cứng trong họ Cerambycidae.